# 1920 - Achille Lauro & The Untouchable Band
1920 - Achille Lauro & The Untouchable Band è il secondo album di cover del cantautore e rapper italiano Achille Lauro pubblicato il 4 dicembre 2020.

## Descrizione
Terzo e ultimo capitolo della trilogia composta da 1969, 1990 e 1920, il disco si ispira alle sonorità del jazz degli anni venti. Gli ospiti del disco sono Gigi D'Alessio, Gemitaiz, Izi e Annalisa.

## Tracce
1. My Funny Valentine – 2:57
2. Chicago – 3:02
3. Pessima – 3:13
4. Tu vuo' fa' l'americano (feat. Gigi D'Alessio) – 3:11
5. Cadillac 1920 – 2:36
6. Bvlgari Black Swing (feat. Gemitaiz, Izi) – 4:26
7. Piccola Sophie – 3:29
8. Jingle Bell Rock (feat. Annalisa) – 2:25

## Formazione
Musicisti
- Achille Lauro – voce
- Israel Varela – batteria
- Flavio Boltro – tromba
- Michele Campobasso – pianoforte e tastiere
- Gianluca Luisi – vibrafono
- Dino Plasmati – chitarra
- Enzo Appella – Sax Baritono
- Emanuele Schiavone – vocalist e cori
- Sara Rotunno – vocalist e cori
- Valentina Pinto (Midorii) – vocalist e cori
- Francesco Milillo (MYL) – vocalist e cori
- Gigi D'Alessio – voce aggiuntiva (traccia 4)
- Gemitaiz – voce aggiuntiva (traccia 6)
- Izi – voce aggiuntiva (traccia 6)
- Annalisa – voce aggiuntiva (traccia 8)